# 19-я танковая бригада
 19-я отдельная танковая бригада  — танковая бригада Красной армии в годы Великой Отечественной войны.
Сокращённое наименование — 19 отбр.

## Формирование и боевой путь
19-я отдельная танковая бригада сформирована на основании Директивы Зам. НКО № 725444сс от 22.09.1941 года Костерево (Московская обл.) на базе 10-й танковой дивизии. На формирование бригады обращены 8-й отб Архивная копия от 3 сентября 2021 на Wayback Machine и 14-й отб Архивная копия от 3 сентября 2021 на Wayback Machine.
8 октября 1941 года убыла в Дорохово Западный фронт.
9 октября 1941 года бригада прибыла в район Можайска и включена в состав 16-й армии Западного фронта.
1 декабря 1941 года бригада выведена в резерв Ставки ВГК на доукомплектование в район Красногорск, Костерево. Директивой НКО № 724218сс от 31.03.1942 г. бригада включена в состав 2-го тк и переведена на новые штаты.
17 апреля 1942 года бригада в составе 2-го тк переброшена в район Мичуринска, куда прибыла 19 апреля и включена в состав войск Брянского фронта. В июне 1942 года бригада вместе со 2-м тк включена в состав новоформируемой 5-й танковой армии. 4 июля 1942 года бригада передана в другой корпус 5-й ТА — 7-й тк.
17 июля 1942 года бригада вышла из состава 7-го тк 5-й танковой армии и поступила в резерв Ставки ВГК на доукомплектование в район ст. Лось северо-западнее Москвы, где вошла в состав 26-го танкового корпуса.
10 сентября 1942 года бригада в составе 26-го тк 5-й танковой армии вошла в состав Юго-Западного фронта в районе северо-западнее Серафимовичи и вела бои по окружению Сталинградской группировки противника.
18 ноября 1942 года бригада в составе 26-го тк переподчинена 21-й армии Донского фронта.
Приказом НКО № 380 от 8 декабря 1942 года преобразована в 16-ю гвардейскую танковую бригаду. В конце войны именовалась 16-я гвардейская танковая Речицкая Краснознамённая, орденов Суворова и Богдана Хмельницкого бригада.

## Боевой и численный состав
Бригада формировалась по штатам № 010/75-010/83, 010/87 от 13.09.1941 г.:
- Управление бригады [штат № 010/75]
- Рота управления [штат № 010/76]
- Разведывательная рота [штат № 010/77] — до 26.10.1941 — 17.11.1941
- 19-й танковый полк [штат № 010/87] — два батальона[4].
- Моторизованный стрелково-пулеметный батальон [штат № 010/79]
- Зенитный дивизион [штат № 010/80]
- Ремонтно-восстановительная рота [штат № 010/81]
- Автотранспортная рота [штат № 010/82]
- Медико-санитарный взвод [штат № 010/83][1].

Директивами НКО № 724218сс от 31.03.1942 г. и № 724463сс от 15.04.1942 г. переведена на штаты № 010/345-010/352 от 15.02.1942 г.:
- Управление бригады [штат № 010/345]
- 19-й отд. танковый батальон [штат № 010/346]
- 237-й отд. танковый батальон [штат № 010/346]
- Мотострелково-пулеметный батальон [штат № 010/347]
- Противотанковая батарея [штат № 010/348]
- Зенитная батарея [штат № 010/349]
- Рота управления [штат № 010/350]
- Рота технического обеспечения [штат № 010/351]
- Медико-санитарный взвод [штат № 010/352][1].

## Подчинение
Западный фронт
Брянского фронта
Юго-Западного фронта
Донского фронта
Периоды вхождения в состав Действующей армии: с 11.10.1941 по 30.11.1941, с 09.05.1942 по 16.07.1942, с 23.09.1942 по 08.12.1942

## Командование
Командиры бригады
- 10.09.1941 — 12.07.1942	Калихович, Сергей Андреевич, полковник (12.07.1942 убит)
- 13.07.1942 — 30.08.1942, ид	Филиппенко, Николай Михайлович, полковник
- 30.08.1942 — 08.12.1942	Филиппенко Николай Михайлович, полковник

Начальники штаба бригады
- 10.09.1941 — 18.02.1942	Лебедев, Виктор Васильевич, подполковник
- 16.01.1942 — 30.08.1942	Филиппенко Николай Михайлович, полковник

Военные комиссары бригады, с 09.10.1942 г. — заместители командира бригады по политической части
- 22.09.1941 — 20.10.1941	Копылов Александр Григорьевич, ст. батальон. комиссар
- 01.11.1941 — 06.08.1942	Лясковский, Никита Трофимович, батальон. комиссар, с 29.12.1941 — ст. батальон. комиссар
- 06.08.1942 — 08.12.1942	Морус, Иван Митрофанович, полковой комиссар, с 20.12.1942 — полковник

Начальник политотдела (с июня 1943 г. он же заместитель командира по политической части)
- 22.09.1941 — 01.11.1941	Лясковский Никита Трофимович, батальон. комиссар
- 22.09.1941 — 01.11.1941	Шинкевич Антон Яковлевич, ст. политрук
- 08.01.1942 — 06.08.1942	Морус, Иван Митрофанович, батальон. комиссар
- 06.08.1942 — 08.12.1942	Аваков Николай Григорьевич, ст. батальон. комиссар, с 05.11.1942 — майор[1].